# Toimi Kiviharju
Toimi Viljo Kiviharju, född 2 april 1912 i Miehikkälä, död 29 oktober 1975 i Helsingfors, var en finländsk grafiker och målare.
Kiviharju studerade 1934 på kvällslinjen vid Centralskolan för konstflit och 1935–1936 vid Finska konstföreningens ritskola. Bland grafikerna tillhörde han dem som bäst behärskade linoleum- och träsnittstekniken i Finland på 1930- och 1940-talen.
Kiviharju använde ofta kraftiga färgaccenter i sina landskaps- och figurbilder. Hans expressiva linoleumsnitt publicerades, vid sidan av Tapio Tapiovaaras illustrationer, i Tulenkantajatgruppens nya tidskrift 1933–1934.